# Ptilocera smaragdifera
Ptilocera smaragdifera är en tvåvingeart som beskrevs av Walker 1859. Ptilocera smaragdifera ingår i släktet Ptilocera och familjen vapenflugor. Inga underarter finns listade i Catalogue of Life.